# Pavarotti Forever
Pavarotti Forever è una raccolta del tenore Luciano Pavarotti, uscita poco dopo la sua morte. Ha raggiunto varie classifiche nel mondo, confermando la popolarità dell'artista.

## Tracce
CD 1
1. Nessun dorma – 3:08
2. Che gelida manina – 4:39
3. Brindisi – 2:50
4. Se quel guerriero io fossi... – 4:05
5. Una furtiva lagrima – 4:47
6. Questa o quella – 1:28
7. M'apparì – 3:26
8. E lucevan le stelle – 3:09
9. Amor ti vieta – 1:44
10. Recitar! Vesti la giubba – 4:06
11. Donna non vidi mai – 1:56
12. La donna è mobile – 2:26
13. Mi batte il cuor... O paradiso – 3:28
14. Pourquoi me réveiller – 3:04
15. La fleur que tu m'avais jetée – 4:28
16. Ma se vi talenta... Tra voi belle – 1:11
17. Cielo e mar! – 5:10
18. Recondita armonia – 2:58
19. Spirito gentil – 4:12
20. Di quella pira – 3:23
21. Suzel, buon dì – 7:50

## Classifiche

### Classifiche settimanali
| Classifica (2007) | Posizione massima |
| ----------------- | ----------------- |
| Argentina         | 4                 |
| Australia         | 15                |
| Austria           | 3                 |
| Belgio (Fiandre)  | 6                 |
| Belgio (Vallonia) | 2                 |
| Danimarca         | 6                 |
| Germania          | 7                 |
| Irlanda           | 8                 |
| Italia            | 4                 |
| Messico           | 14                |
| Norvegia          | 16                |
| Nuova Zelanda     | 3                 |
| Paesi Bassi       | 11                |
| Polonia           | 10                |
| Portogallo        | 2                 |
| Spagna            | 1                 |
| Stati Uniti       | 137               |
| Svezia            | 7                 |
| Svizzera          | 12                |

### Classifiche di fine anno
| Classifica (2007) | Posizione |
| ----------------- | --------- |
| Austria           | 45        |
| Belgio (Fiandre)  | 64        |
| Belgio (Vallonia) | 36        |
| Europa            | 34        |
| Germania          | 96        |
| Italia            | 61        |
| Messico           | 89        |
| Paesi Bassi       | 97        |
| Svezia            | 27        |
| Svizzera          | 89        |
| Classifica (2008) | Posizione |
| Belgio (Vallonia) | 81        |
| Europa            | 98        |